# Fröbank
Fröbank eller fröreserv, förråd av vilande frön i marken, vilka vid de rätta betingelserna gror och ger upphov till nya plantor. 
Exempel på arter med fröbank är hallon och brandnäva.
Arter som använder sig av en fröbank är specialister på att utnyttja störningar. Brandnävans frö kommer till exempel endast att gro efter en brand som varit så hård att all växtlighet brunnit upp och även (åtminstone till viss del) förnan. När en brand verkat i en skog kommer eldens temperatur att värma upp de frön som ligger i fröbanken vilket ger signal om att börja växa. Fördelen är att arterna med fröbank kommer att växa upp nästan helt utan konkurrens av andra arter. De arter som inte har fröbank får istället förlita sig på spridning av sina frön med vind. Växter som kallas mekofila utnyttjar djur för att nå nya områden, fröna motstår nedbrytningen i matsmältningssystemet och transporteras av djuret. 